# Rhamphomyia spiniventris
Rhamphomyia spiniventris är en tvåvingeart som beskrevs av Saigusa 1964. Rhamphomyia spiniventris ingår i släktet Rhamphomyia och familjen dansflugor. Inga underarter finns listade i Catalogue of Life.